# The Statler Brothers
The Statler Brothers är en vokal countrygrupp bildad 1955 i Staunton, Virginia, USA. Medlemmar i gruppen var Harold Reid, Don Reid, Phil Balsley, och Lew Devitt.
Gruppen sjöng i början av karriären gospel men sadlade sedan om till country. 1965 släppte gruppen singeln "Flowers on the Wall" vilken blev en mycket stor hit i USA och är deras mest kända låt. 1970 kom nästa stora hit "Bed of Roses". Gruppen slutade turnera 2002.

## Medlemmar
- Don Reid (f. Donald Sidney Reid 1945 i Staunton, Virginia) – ledsång (1964–2002)[1]
- Harold Reid (f. 21 augusti 1939 i Augusta County, Virginia – d. 24 april 2020) sång (bas) (1955–2002)[2]
- Lew DeWitt (f. Lewis Calvin DeWitt 12 mars 1938 i Roanoke, Virginia – d.15 augusti 1990 i Waynesboro, Virginia) – sång (tenor) (1955–1982)[2]
- Phil Balsley (f. Phil Elwood Balsley 8 augusti 1939 i Staunton, Virginia) – sång (baryton) (1955–2002)[2]
- Jimmy Fortune (f. 11 mars 1955 i Williamsburg, Virginia) – sång (tenor) (1982–2002)[2]
- Joe McDorman (1955–1964)[1]